# USA Network
 (juillet 2025).
Si vous disposez d'ouvrages ou d'articles de référence ou si vous connaissez des sites web de qualité traitant du thème abordé ici, merci de compléter l'article en donnant les références utiles à sa vérifiabilité et en les liant à la section « Notes et références ».
 (août 2025).
USA Network ou parfois US, initialement  Madison Square Garden Network, est une chaîne de télévision payante  généraliste américaine lancée le 22 septembre 1977 et appartenant au groupe NBCUniversal. La chaîne programme des séries télévisées en première diffusion ou en rediffusion, des films et des retransmissions sportives. On peut y retouver des séries telles que Monk, Dead Zone, Suits, Les 4400, Psych ou encore Mr. Robot.

## Histoire

### Débuts
Lancée le 22 septembre 1977 la chaîne américaine utilise la dénomination Madison Square Garden Network et est diffusée sur USA Network, à ne pas confondre avec la chaîne télévisée régionale de New York homonyme. La chaîne devient l'une des premières chaines nationales par câble à la fin des années 1970. Au début, la chaîne diffuse du sport similaire à ESPN et commence quotidiennement sa diffusion à partir de 17 h heure locale en semaine et à midi, le weekend[réf. nécessaire].
Le 9 avril 1980, la chaîne change de nom pour USA Network à la suite d'un nouveau partenariat avec UA-Columbia Cablevision (en) et MCA Inc./Universal City Studios. La chaîne USA commence ses diffusions avec des talk-shows et un programme de série d'animation intitulé Calliope. Les programmes sportifs sont diffusés à 17 h heure locale la semaine et en boucle le weekend. En 1981, USA commence sa programmation à 6 h avec des talk-shows et des programmes pour enfants jusqu'à midi, du sport à partir de midi et plus durant les weekends et jusqu'à 15 h, des talk-shows de 15 h à 18 h le weekend et de nouveau du sport après 18 h. Fin 1982, USA commence une programmation 24h/24, avec un mélange de talk shows, de programmes pour enfants et des films à petit budget de 6 h à 18 h heure locale. La chaîne diffuse un mélange de cartoons des studios Hanna-Barbera des années 1960 et 1970, chaque soirée en fin de semaine de 18 h et 19 h dans un programme nommé USA Cartoon Express et de programmes sportifs dès 19 h, rediffusés pendant la nuit. En fin de semaine, des films drama et talk-shows sont diffusés pendant la matinée et du sport pendant l'après-midi et la soirée. Des films à petit budget et des courts-métrages sont diffusés pendant la nuit[réf. nécessaire].
Des programmes d'actualité, dirigés par USA Updates, sont diffusés de 1989 à 2000. De 1984 à 1986, USA achève la diffusion de ses programmes sportifs et se focalise sur des programmes sportifs, cartoons et séries drama diffusés nulle part ailleurs. En septembre 1985, la chaîne rediffuse des jeux télévisés des années 1970 dont Jackpot et en diffuse une nouvelle en septembre 1986 : Love Me, Love Me Not. D'autres émissions sont ajoutées par la suite comme The Joker's Wild (en), Tic-Tac-Dough (en), Press Your Luck (en), High Rollers (en) et Hollywood Squares avec John Davidson, ainsi que Wipeout, Face the Music, Name That Tune (en) et Bumper Stumpers (en).

### Années 1990 et 2000
Les rediffusions de jeux télévisés continuent jusque dans les années 1990 avec $25,000 and $100,000 Pyramids, The Joker's Wild (en), Tic-Tac-Dough (en), Scrabble, Sale of the Century, Talk About et Caesars Challenge. Deux autres jeux télévisés sont ajoutés : Free 4 All et Quicksilver. En octobre 1995, les jeux télévisés sont en fin de diffusion ; à la place, un programme nommé USA Live, avec le retour de Love Connection et The People's Court (en) est diffusé. En 2000, USA Networks rachète la compagnie canadienne North American Television, Inc. (un partenariat entre Canadian Broadcasting Corporation (CBC) et Power Corporation of Canada) et la direction des chaînes télévisées Trio et Newsworld International. En 2001, USA Networks revend toutes ses chaînes de télévision (hors chaînes de télé-achat) et sociétés de production de cinéma (USA Network, Sci Fi Channel, Trio, USA Films - qui est rebaptisé Focus Features - et Studios USA) à Vivendi Universal. USA et les autres chaînes de télévision sont intégrées au Universal Television Group. En 2003, NBC se rapproche des activités cinéma et télévision - et donc de Universal Television Group - de Vivendi Universal. En 2004, NBC Universal reprend USA Network et les autres chaînes du groupe, à l'exception de Newsworld International qui est repris par un groupe d'investissement dirigé par Al Gore et Joel Hyatt[réf. nécessaire].

### Années 2010
En 2010, USA Network, diffusant ses séries originales les vendredis et samedis soirs pendant de nombreuses années, décale ses diffusions dans la nuit.

### Années 2020
Face à la popularité des plateformes de streaming, incluant Peacock et le déclin de la télévision traditionnelle, la chaîne coupe dans la production de séries télévisées originales, en faveur de téléréalités et d'émissions sportives, notamment après la fermeture de la chaîne NBCSN le 31 décembre 2021[réf. nécessaire].
Fin 2023, devant le regain de succès de la série Suits sur Netflix, une série dérivée Suits: L.A. est en développement pour le réseau NBC. USA Network songe à développer de nouvelles séries pour la chaîne pour 2025.

### Identité graphique

Logo de USA Network de 1981 à 1996
Logo de USA Network de 1996 à 1999
Logo de USA Network de 1999 à 2002
Logo de USA Network de 2003 à 2005
Logo de USA Network de 2005 à 2016
Logo de USA Network de 2016 à 2020
Logo de USA Network depuis 2020

## Canada
La chaîne est ajoutée à la liste des chaînes admissibles au Canada en novembre 1987 mais est embrouillée et en option, comme les autres chaînes premium, nécessitant un abonnement au service de télévision, tel que First Choice (The Movie Network) ou SuperChannel (Movie Central). Par contre, en décembre 1990, la chaîne est retirée de la liste puisqu'elle fait  l'acquisition d'une sélection de films similaire à First Choice.
En 2007, une demande est déposée officiellement mais le CRTC refuse l'autorisation pour cause de chevauchement d'émissions. En revanche, certaines séries originales de la chaîne se retrouvent sur les différentes chaînes canadiennes, soit le même jour ou à quelques mois de différence.
Le 17 octobre 2024, Bell Média a annoncé plus tard que Discovery Channel Canada change de dénomination, pour USA Network Canada.

## Séries programmées

### Émissions, sports et téléréalité
- WWE Raw[7] (1993–2000, 2005–…)
- WWE SmackDown (2016-2019, 2024-…)
- WWE NXT (2019– 2024)
- Chrisley Knows Best (2014–2023)

### Anciennes séries originales
- Les 4400 (The 4400) (2004–2007)
- Supercopter (Airwolf) (CBS, 1984–1986 ; USA, 1987)
- Alfred Hitchcock présente (Alfred Hitchcock Presents) (NBC 1985-1986, USA 1987–1989)
- Benched (en) (comédie, 2014)
- Flic de mon cœur (en) (The Big Easy) (1996–1997)
- Briarpatch (2020)
- Burn Notice / Agent Libre (Burn Notice) (2007–2013)
- Colony (drame, 2016–2018)
- Wes et Travis (Common Law) (2012)
- Complications (2015)
- Covert Affairs / Missions Secrètes (Covert Affairs) (2010–2014)
- Damnation[8] (2017)[9]
- Dare Me[10] (drame, 2019–2020)[11]
- Dead Zone (2002–2007)
- Dig (2015)
- Dirty John (en) (anthologie, saison 1 sur Bravo, saison 2 en 2020 sur USA[12],[13])
- Donny! (en) (comédie, 2015)
- Eyewitness (adaptation de Témoin sous silence (Øyevitne), 2016)
- Facing Kate / Légalement Kate (Fairly Legal) (2011–2012)
- Falling Water[14] (drame surnaturel, 2016[15]–2018)
- Graceland (2013–2015)
- Les Associées (The Huntress) (2000–2001)
- US Marshals : Protection de témoins (In Plain Sight) (2008–2012)
- Kojak (2005)
- New York, section criminelle (Law & Order: Criminal Intent) (NBC 2001–2007, USA 2007–2011)
- Monk (2002–2010)
- Mr Robot (drame, 2015–2019)
- La Diva du divan (Necessary Roughness) (2011–2013)
- Traque sur Internet (The Net) (1998–1999)
- Pacific Blue (1996–2000)
- Peacemakers (2003)
- Playing House (en) (comédie, 2014–2017)
- Political Animals (2012)
- Psych : Enquêteur malgré lui (Psych) (2006–2014)
- The Purge (adaptation de la série de films, 2018–2019)
- Reine du Sud (Queen of the South, adaptation de La Reina del sur, 2016–2021)
- Le Rebelle (Renegade) (1992–1997)
- Royal Pains / Traitement Royal (Royal Pains) (2009–2016)
- Rush (2014)
- Satisfaction (en) (comédie, 2014–2015)
- Shooter (2016–2018)
- Les Dessous de Palm Beach (Silk Stalkings) (CBS, 1991–1993 ; USA, 1993–1999)
- The Sinner (2017–2021)
- Sirens (comédie, 2014–2015)
- Starter Wife (2007–2008)
- Suits : Avocats sur mesure / Suits : les deux font la paire (Suits) (2011–2019)
- Suits : Jessica Pearson (Pearson) (2019)
- Swamp Thing: La série (1990–1993)
- Treadstone (basée sur la série de films Jason Bourne, 2019)
- Unsolved[16] (2018)[17]
- The War Next Door (2000)
- Code Lisa (Weird Science) (1994–1998)
- FBI : Duo très spécial / FBI : Flic et Escroc (White Collar) (2009–2014)

### Anciennes séries d'animation
- The Savage Dragon (1995-1996)
- Mortal Kombat : Les Gardiens du royaume (Mortal Kombat: Defenders of the Realm) (1996)
- Street Fighter (1995–1997)
- Wing Commander Academy (1996)

## Téléfilms
1. L'Enfant secret (en) (Evolution's Child) (22 octobre 1999)
2. Hefner: Unauthorized (en) (8 décembre 1999)
3. L'Amour interdit (en) (All-American Girl: The Mary Kay Letourneau Story) (18 janvier 2000)
4. Cabin by the Lake (en) (1er février 2000)
5. The Expendables (en) (25 avril 2000)
6. Le Secret de Dawn (en) (Secret Cutting) (30 mai 2000)
7. Éclosion (They Nest) (25 juillet 2000)
8. Les yeux de la vengeance (A Face to Kill for) (14 avril 1999)
9. The Darkling (14 août 2000)
10. Dark Prince: The True Story of Dracula (en) (31 octobre 2000)
11. The Chippendales Murder (7 novembre 2000)
12. Rivales (The Stalking of Laurie Show) (12 décembre 2000)
13. Attila le Hun (Attila) (30-31 janvier 2001)
14. Passion et préjudice (Passion and Prejudice) (17 avril 2001)
15. Une famille en otage (Hostage Negotiator) (22 mai 2001)
16. Beer Money (19 juin 2001)
17. Cruelle Séduction (Class Warfare) (26 juin 2001)
18. Piège infernal (Trapped) (24 juillet 2001)
19. Return to Cabin by the Lake (14 août 2001)
20. Orage aux Bahamas (After the Storm) (2001)
21. Hitched (18 septembre 2001)
22. Wolf Girl (en) (16 octobre 2001)
23. À la poursuite du diamant de Jeru (The Diamond of Jeru) (16 novembre 2001)
24. Prancer Returns (20 novembre 2001)
25. Another Day (4 décembre 2001)
26. Traque sans répit (Jane Doe) (11 décembre 2001)
27. Le Sang du frère (Brother's Keeper) (29 janvier 2002)
28. Redeemer (février 2002)
29. Red Skies (7 août 2002)
30. Crime de sang (Blood Crime) (13 septembre 2002)
31. Sherlock : la marque du diable (Sherlock: Case of Evil) (25 octobre 2002)
32. Meurtre à Greenwich (Murder in Greenwich) (15 novembre 2002)
33. Ann Rule Presents: The Stranger Beside Me (21 mars 2003)
34. Rudy: The Rudy Giuliani Story (en) (30 mars 2003)
35. Hélène de Troie (Helen of Troy) (20-21 avril 2003)
36. L'Affaire Van Haken (The Foreigner) (3 août 2003)
37. D.C. Sniper: 23 Days of Fear (en) (17 octobre 2003)
38. Petit papa voleur (en) (Stealing Christmas) (30 novembre 2003)
39. Traffic (Traffic: The Miniseries) (26-28 janvier 2004)
40. Comportement suspect (The Perfect Husband: The Laci Peterson Story) (13 février 2004)
41. Call Me: The Rise and Fall of Heidi Fleiss (en) (29 mars 2004)
42. Spartacus (18-19 avril 2004)
43. Ultime Vengeance (Out for a Kill) (25 avril 2004)
44. The Last Ride (2 juin 2004)
45. In Hell (13 juin 2004)
46. Un aller pour l'enfer (Belly of the Beast) (25 juillet 2004)
47. Frankenstein (10 octobre 2004)
48. La Voix des crimes (Thoughtcrimes) (15 octobre 2004)
49. Douze jours avant Noël (The Twelve Days of Christmas Eve) (7 décembre 2004)
50. Séduction criminelle (Ladies Night) (19 février 2005)
51. Cool Money (19 mars 2005)
52. Ring of Fire: The Emile Griffith Story (20 avril 2005)
53. Meurtre au Présidio (Murder at the Presidio) (2 mai 2005)
54. Rapid Fire (en) (24 mai 2005)
55. Three Wise Guys (en) (8 décembre 2005)
56. Underfunded (en) (8 novembre 2006)
57. The Great American Christmas (28 novembre 2006)
58. To Love and Die (en) (30 décembre 2008)
59. Une proie certaine (Certain Prey) (6 novembre 2011)